# Mario Pisanti
Mario Pisanti (Cisterna di Latina, 15 luglio 1979) è un pugile italiano.

## Biografia
Nato e cresciuto a Cisterna di Latina, inizia a combattere nei pesi gallo e nel 2000 vince il suo primo titolo italiano dilettanti in finale contro Carmine Molaro. A questo titolo ne seguiranno altri quattro di fila, eguagliando il record di cinque titoli consecutivi detenuto da Nino Benvenuti e da Carmine Molaro.
Viene selezionato nella squadra per le Olimpiadi di Atene 2004, ma a causa di un incidente automobilistico è costretto a rinunciarvi e ad abbandonare l'attività agonistica per quattro anni. 
Nel 2009 torna sul ring nella categoria dei pesi piuma, passando al professionismo. Nel 2013 conquista il titolo italiano della categoria, sconfiggendo Emiliano Salvini, per poi difenderlo contro Antonio Cossu. 
Nel 2015 conquista il titolo italiano dei super piuma superando il toscano Alessandro Balestri e confermato nel successivo scontro con Angelo Ardito. 
Nel 2016 sfida l'inglese Martin Joseph Ward per il titolo di Campione internazionale WBC dei super piuma, venendo però sconfitto per knock-out tecnico. Dopo questa sconfitta si ritira dal professionismo.
Nel 2012 il regista Vincenzo Notaro ha realizzato il documentario "Mani Fasciate", che racconta il difficile rientro di Pisanti all'attività agonistica dopo l'incidente automobilistico.